# Mercedes-Benz W 188
Mercedes-Benz 300 S ist die Verkaufsbezeichnung einer Baureihe von Coupés und Cabriolets, die vom Limousinen-Modell 300 abgeleitet wurde. Die intern W 188 genannten zweitürigen Wagen wurden im Oktober 1951 auf dem Salon de l’Automobile in Paris vorgestellt.
Die Mercedes-Benz 300 S haben einen gegenüber dem Limousinen-Chassis 15 cm kürzeren Radstand. Mit insgesamt 760 produzierten Einheiten ist ein W 188 seltener als der berühmte „Flügeltürer“ 300 SL. Über den gesamten Produktionszeitraum hinweg war der W 188 das teuerste Fahrzeug im Mercedes-Programm.
Zusammen mit der 300er Limousine waren diese Modelle die letzten Pkw von Daimler-Benz, die noch auf einem Rahmen (Fahrgestell) aufbauten. Modernere Pkw-Fahrzeugkonzepte haben seither eine selbsttragende Karosserie (z. B. die „Ponton“-Modelle).

## 300 S (W 188 I)
Die Fahrzeuge waren als Coupé, Cabriolet A und Roadster lieferbar. Sie hatten den Sechszylindermotor der W 186-Limousine mit 2996 cm³ Hubraum, der mit drei Solex-Vergasern nun 150 PS (110 kW) entwickelte und die Fahrzeuge bis auf 175 km/h beschleunigte. Von Juni 1952 bis Juli 1955 wurden 216 Coupés, 203 Cabriolets A (mit gefüttertem Verdeck) und 141 Roadster (voll versenkbares, einfaches Verdeck ohne Sturmbügel) hergestellt, einige davon mit Sonderkarosserien, z. B. von Pininfarina.

## 300 Sc (W 188 II)
1955 wurde die Modellreihe überarbeitet und in Mercedes-Benz 300 Sc umbenannt. Verchromte Felgen und anderer Chromzierrat, eine Eingelenk-Pendelachse hinten und vor allem eine aufwendige Benzin-Direkteinspritzung, die die Leistung um 25 PS (18 kW) steigerte, werteten die Fahrzeuge auf. Auf der hinteren Stoßstange war in großen Lettern die Bezeichnung „Einspritzmotor“ angebracht. Der neue Motor leistete 175 PS (129 kW) und ermöglichte 180 km/h Höchstgeschwindigkeit. Von Januar 1956 bis Juli 1957 wurden 98 Coupés, 49 Cabriolets A und 53 Roadster gebaut. Der Preis wurde gegenüber dem Vormodell um 2000 DM auf 36.500 DM angehoben (entspricht heute ca. 111.000 Euro).

## Datenblatt

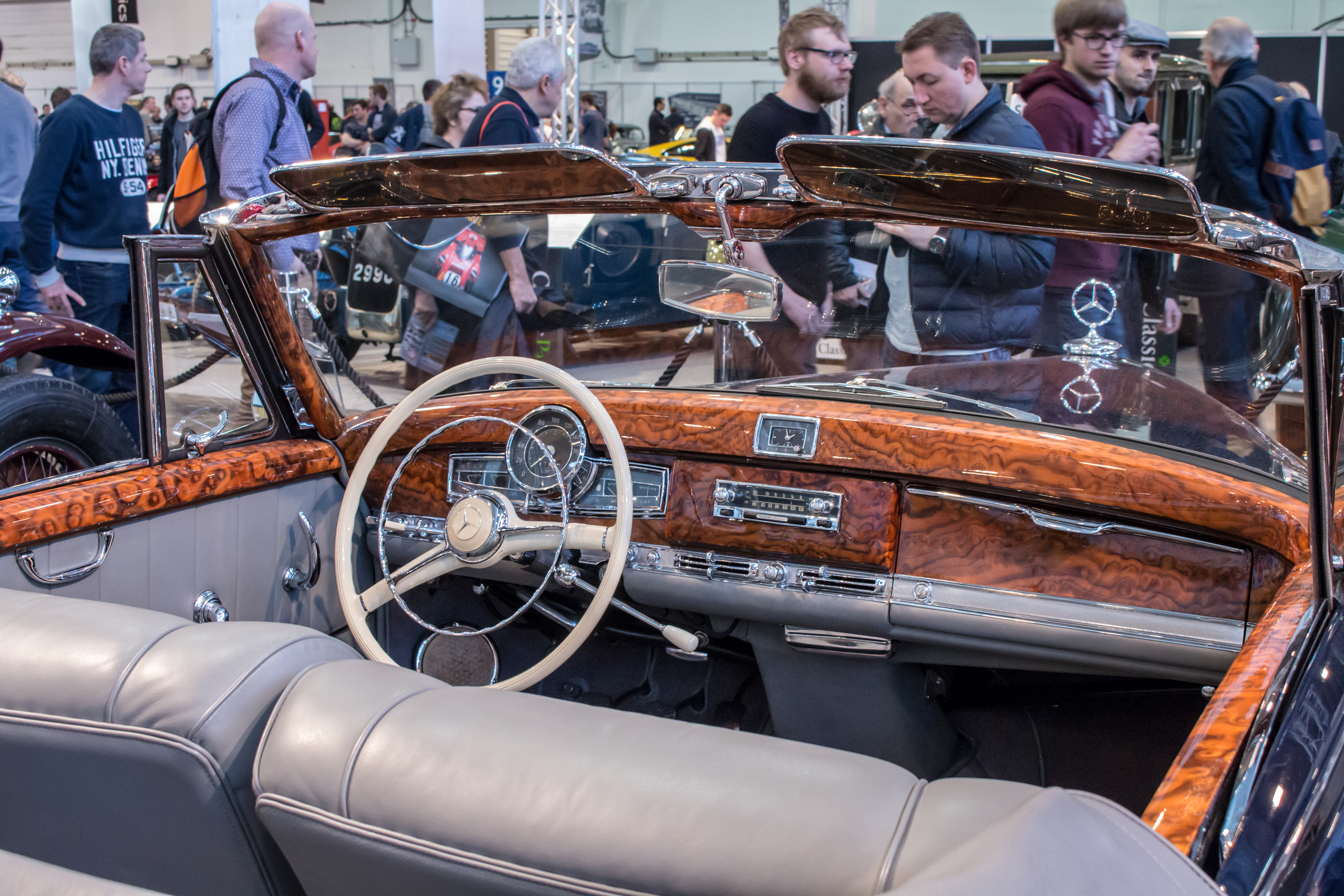
Cockpit des 300 Sc mit Becker Mexico-Radio

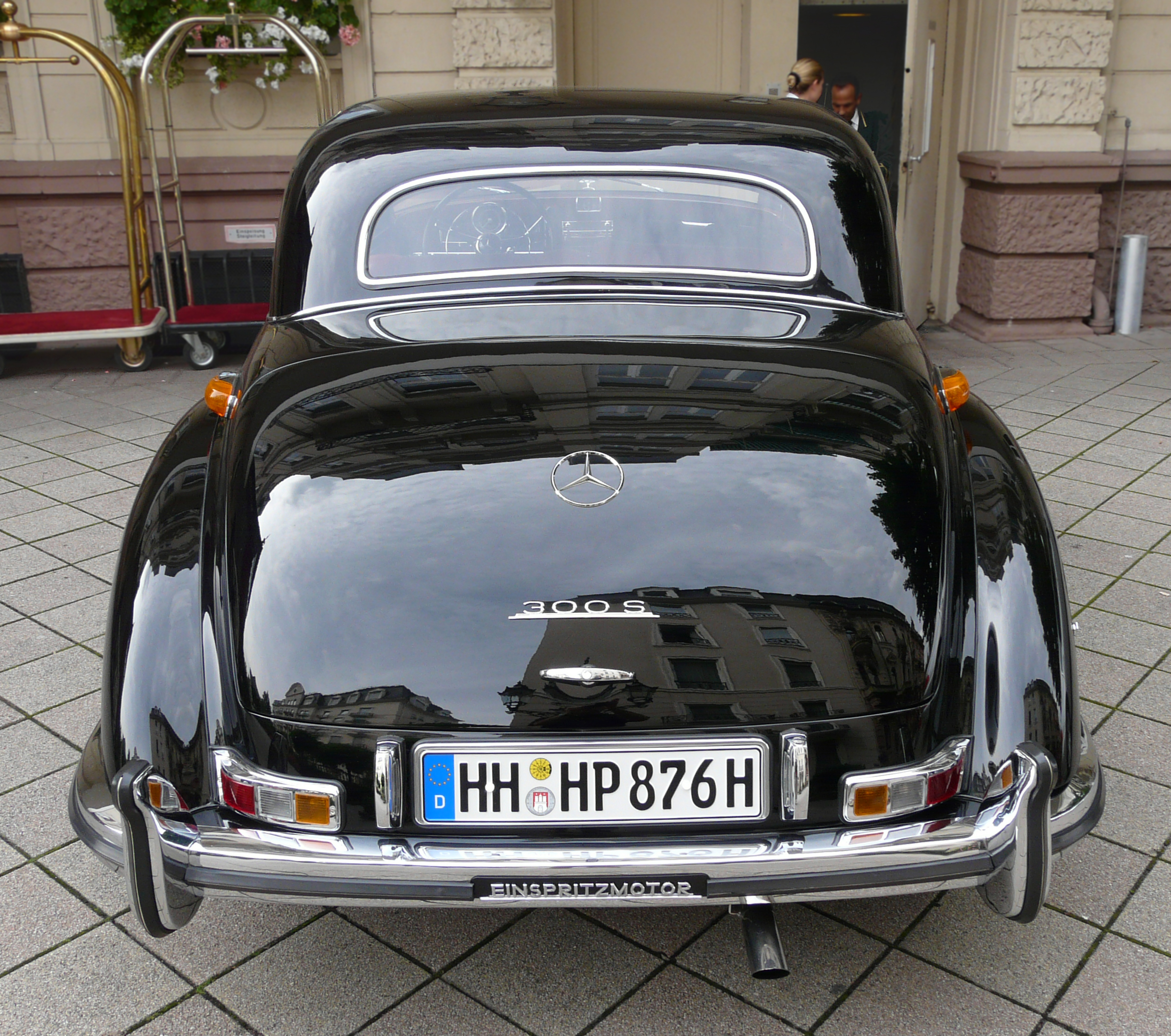
Rückansicht eines 300 Sc Coupés; auf dem hinteren Stoßfänger ist die Aufschrift „EINSPRITZMOTOR“ erkennbar

|                                              | Typ 300 S                 | Typ 300 Sc                |          |
| -------------------------------------------- | ------------------------- | ------------------------- | -------- |
| Motortyp                                     | Viertakt-Ottomotor        | Viertakt-Ottomotor        |          |
| Bauart                                       | Sechszylinder-Reihenmotor | Sechszylinder-Reihenmotor |          |
| Hubraum                                      | 2996 cm³                  | 2996 cm³                  | 2996 cm³ |
| Gemischbildung                               | drei Vergaser             | Benzin-Direkteinspritzung |          |
| Verdichtungsverhältnis                       | 7,8:1                     | 8,55:1                    |          |
| Leistung                                     | 110 kW (150 PS)           | 129 kW (175 PS)           |          |
| Drehmoment                                   | 225 Nm bei 3800/min       | 255 Nm bei 4300/min       |          |
| Getriebe (serienmäßig)                       | 4-Gang-Schaltgetriebe     | 4-Gang-Schaltgetriebe     |          |
| Antrieb                                      | Hinterradantrieb          | Hinterradantrieb          |          |
| Wendekreis                                   | 12,3 m                    | 12,3 m                    |          |
| Radstand in mm                               | 2900                      | 2900                      |          |
| Maße L × B × H                               | 4730 × 1910 × 1510        | 4700 × 1916 × 1510        |          |
| Leergewicht nach DIN 70020                   | 1740 kg                   | 1780 kg                   |          |
| Beschleunigung, 0–100 km/h in s              | 15                        | 14                        |          |
| Höchstgeschwindigkeit, km/h                  | 175                       | 180                       |          |
| Kraftstoffverbrauch (kombiniert in l/100 km) | 13,8                      | 12,5                      |          |

## Bauzeiten und Stückzahlen
|           | 300 S Cab. A  | 300 S Coupé   | 300 S Roadster | 300 Sc Cab. A | 300 Sc Coupé  | 300 Sc Roadster |
| --------- | ------------- | ------------- | -------------- | ------------- | ------------- | --------------- |
| Bauzeit   | 9/1951–7/1955 | 9/1951–8/1955 | 9/1952–6/1955  | 1/1956–7/1957 | 9/1955–4/1958 | 1/1956–2/1958   |
| Stückzahl | 203           | 216           | 141            | 49            | 98            | 53              |

## Bildergalerie

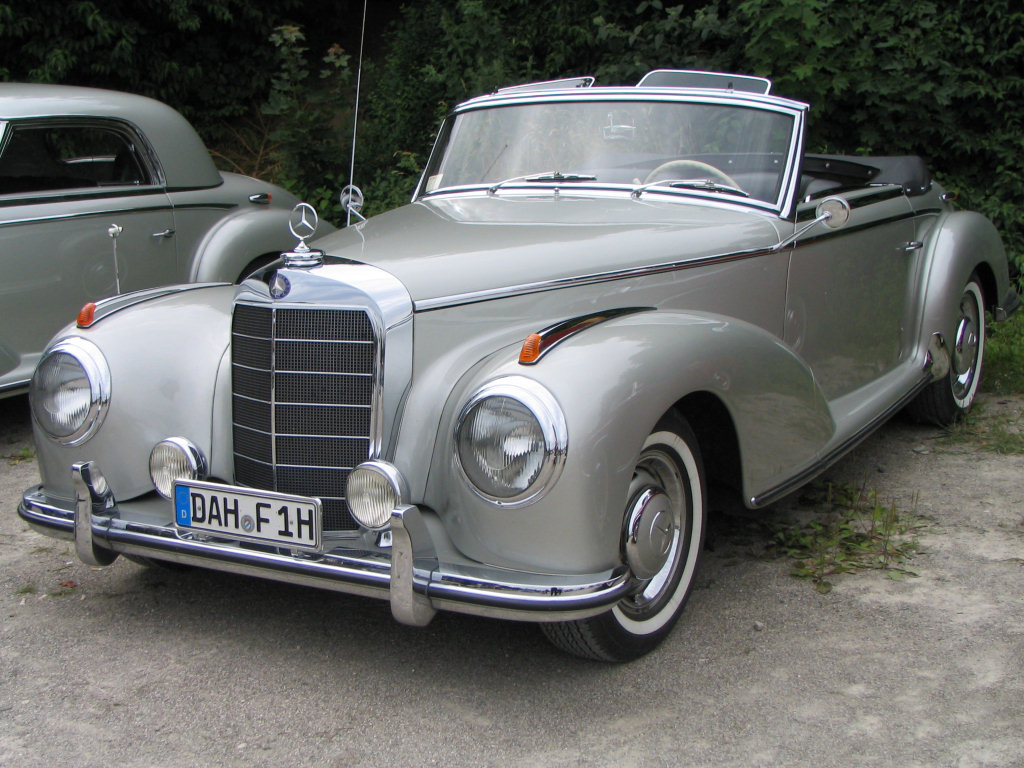
300 S Roadster (1953)
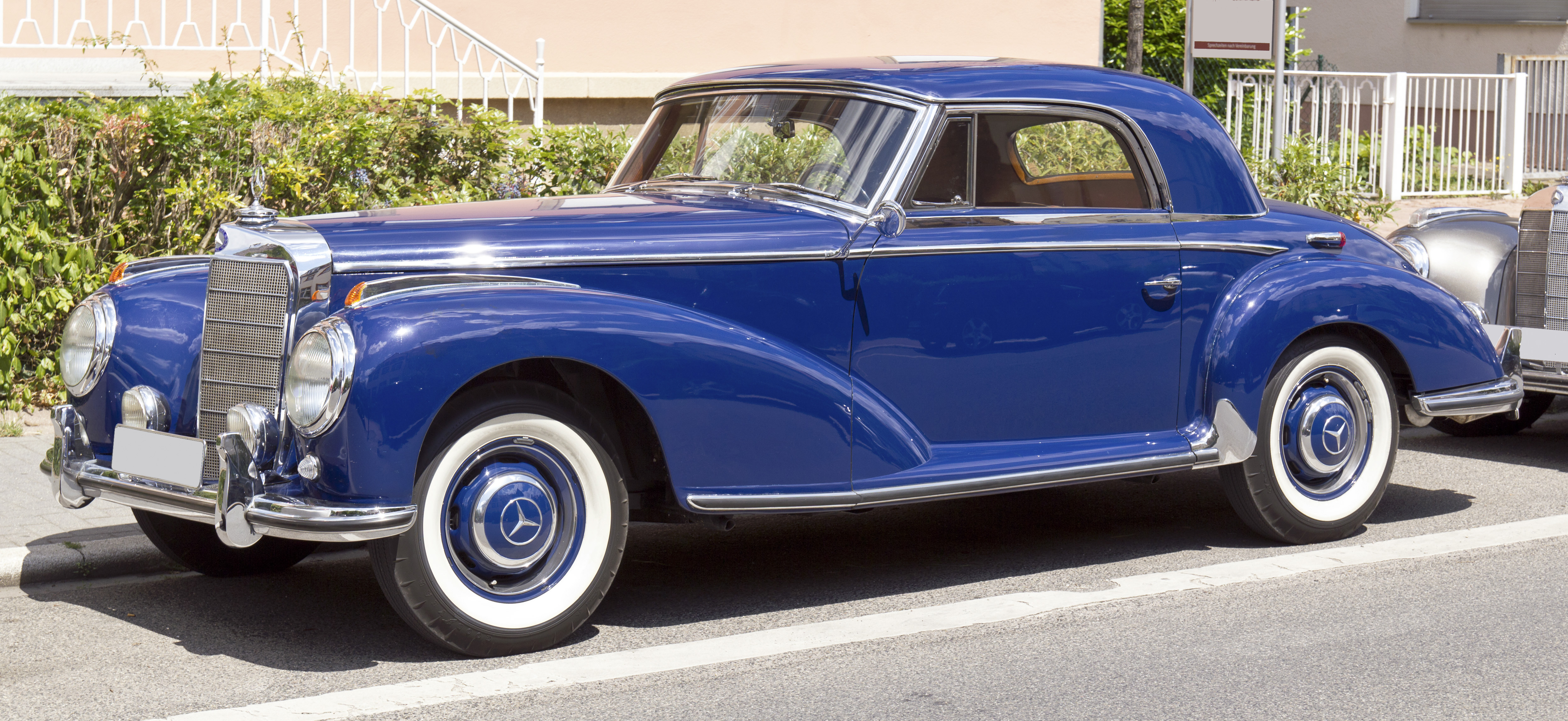
Mercedes-Benz 300 S Coupé
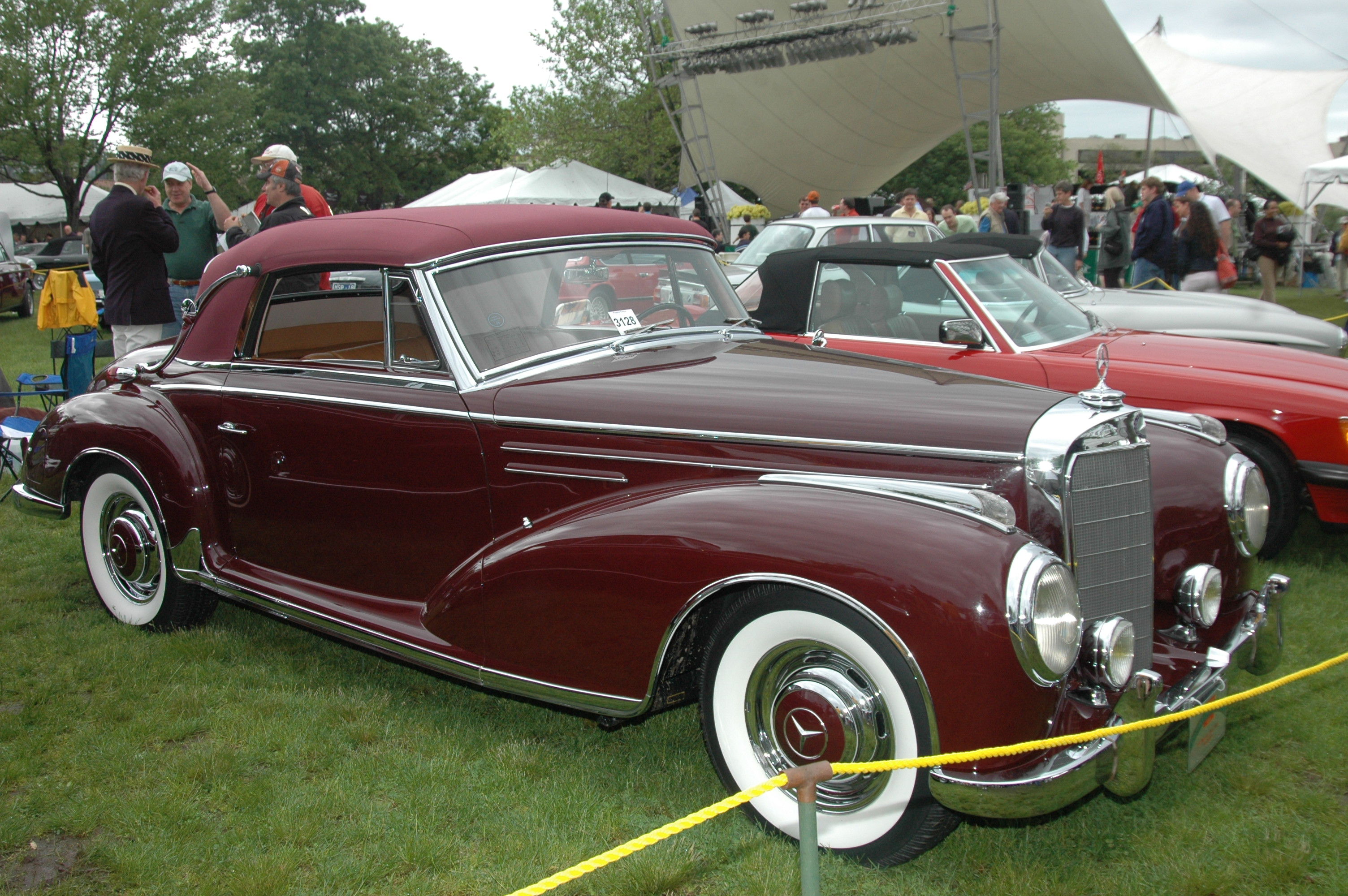
300 Sc Cabriolet A (1957)
300 Sc Coupé
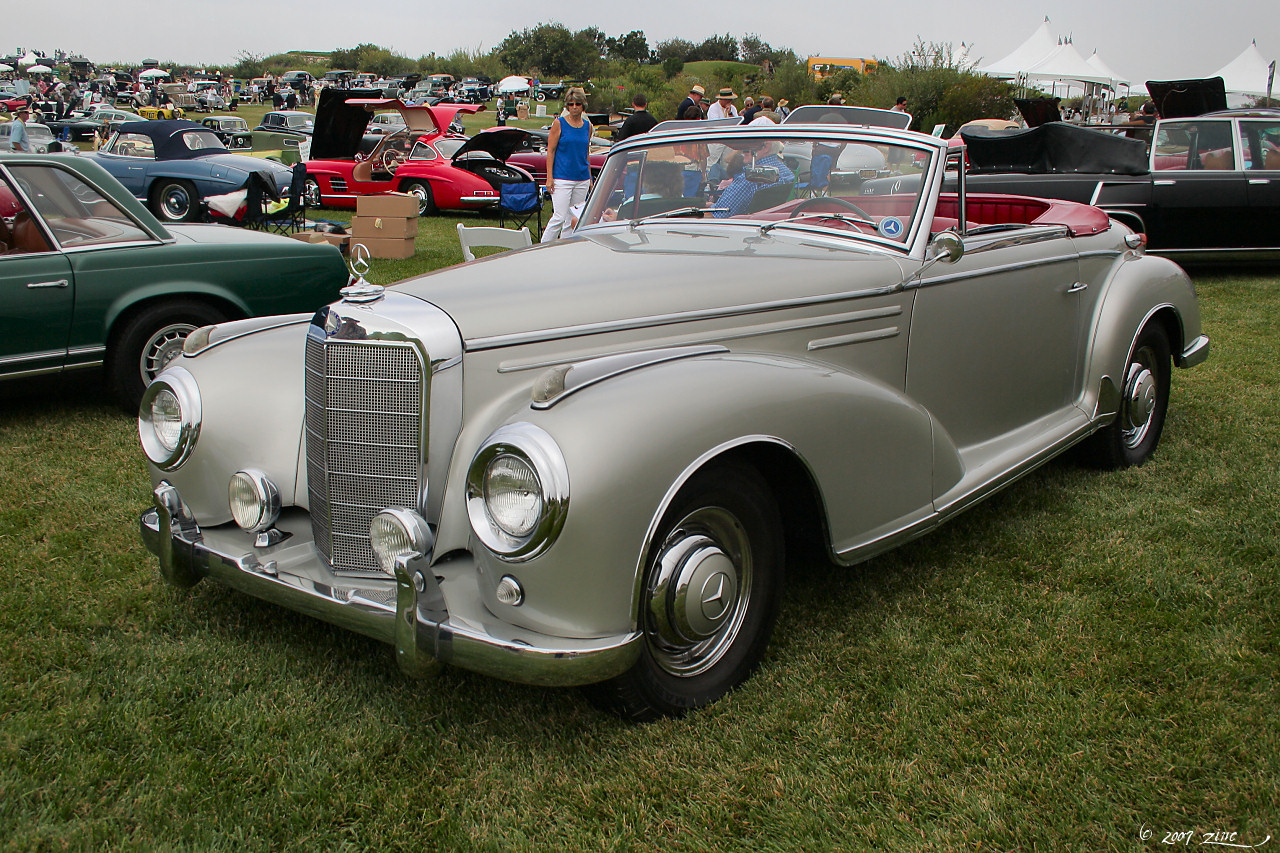
300 Sc Roadster (1957)